# STS-67
STS-67 (englisch Space Transportation System) ist eine Missionsbezeichnung für das US-amerikanische Space Shuttle Endeavour (OV-105) der NASA. Der Start erfolgte am 2. März 1995. Es war die 68. Space-Shuttle-Mission und der achte Flug der Raumfähre Endeavour.

## Mannschaft
- Stephen Oswald (3. Raumflug), Kommandant
- William Gregory (1. Raumflug), Pilot
- Tamara Jernigan (3. Raumflug), Missionsspezialistin
- John Grunsfeld (1. Raumflug), Missionsspezialist
- Wendy Lawrence (1. Raumflug), Missionsspezialistin
- Ronald Parise (2. Raumflug), Nutzlastspezialist, Computer Sciences Corporation
- Samuel Durrance (2. Raumflug), Nutzlastspezialist, Johns Hopkins University

Parise und Durrance waren bereits bei der ASTRO-1-Mission von STS-35 zusammen im All gewesen.

### Ersatz
- John-David Bartoe und Scott Vangen für Durrance und Parise

## Missionsüberblick
Die Mission trug die Bezeichnung ASTRO 2 und stellte eine Fortführung der astronomischen Forschungen von STS-35 dar. Mit weiter entwickelten Instrumenten, die auf zwei Spacelab-Paletten untergebracht waren, wurde die ultraviolette Strahlung verschiedener Himmelsobjekte gemessen.
Dazu befanden sich drei Apparaturen auf einer mit einem genauen Ausrichtungssystem versehenen Plattform in der Ladebucht der Endeavour (Instrument Pointing System). Das Hopkins Ultraviolet Telescope (HUT) verfügt über einen 90-Zentimeter-Spiegel mit nachgeschaltetem Spektrografen, der das empfangene Licht in einzelne Wellenlängen zerlegt. Das empfangene Frequenzspektrum ermöglicht Aussagen über die stoffliche Zusammensetzung der leuchtenden oder durchleuchteten Gase, deren Dichte, Temperatur und Geschwindigkeit. Mit dem Ultraviolet Imaging Telescope können fotografische Aufnahmen von UV-Strahlungsquellen gemacht werden. Dadurch lassen sich genaue Aussagen über deren räumliche Ausdehnung und die Wechselwirkungen zwischen eng beieinander liegenden Himmelskörpern machen. Mit dem Wisconsin Ultraviolet Photo-Polarimeter Experiment lassen sich aus den ankommenden Strahlen einzelne Polarisationsrichtungen ausfiltern. Auf diese Weise kann man Gas- oder Staubwolken in der Nähe von Sternen genauer untersuchen. Alle drei Geräte wurden immer gemeinsam auf ein ausgewähltes Ziel ausgerichtet. Insgesamt konnten etwa 100 Objekte näher untersucht werden. Die Datenflut war so groß, dass am Ende sogar das Filmmaterial für das abbildende Teleskop ausging.
Die Beobachtungsobjekte wurden nach bestimmten Kriterien ausgewählt. Die erste Gruppe umfasste Seyfert Galaxien unterschiedlicher Typen (z. B. NGC 4151, NGC 1068, Markarian 279, Fairall 9), außerdem spiralförmige, kugelförmige, elliptische und unregelmäßige bzw. diffuse Galaxien oder Sternhaufen (z. B. M81 Andromeda, NGC 6752, NGC 205, NGC 4449, NGC 3532). Seyfert Galaxien sind besonders hell und kompakt und senden schnelle Gasströme aus. Bei NGC 4151 stellte man starke Schwankungen in der Helligkeit fest. Außerdem hatte ihre Strahlung gegenüber 1990 um 80 % nachgelassen. Der erste Messwert stammt von der ASTRO-1-Mission STS 35. Da die UV-Strahlung den Erdboden kaum erreicht, ist man bei ihrer Messung auf weltraumgestützte Teleskope angewiesen. Die zweite Zielgruppe waren besonders junge (HD 50138) und besonders alte (gelbe Sterne in NGC 2403) sowie sehr kalte (HZ 43) und sehr heiße Sterne (Psi Persei). Ideal für die Untersuchungen sind Doppelsterne, bei denen verschiedene Typen sehr eng beieinander stehen (V 1329 Cygni, EG Andromedae, AX Persei). Ebenfalls sehr interessant sind außergewöhnliche Sterne wie Pulsare (Vela X1), verschwenderische Wolf-Rayet-Sterne (HD 191765), die ihre gesamte Energie innerhalb weniger Millionen Jahre verpulvern und in deren Innerem massenhaft die Elemente Kohlenstoff, Sauerstoff und Stickstoff entstehen. Außerdem wurden schnelle Sterne (aus NGC 2903), schnell rotierende Sterne (Phi und Psi Persei), planetare Nebel (KPD 0005), Supernova-Überreste (SN 1912, SN 1957A, Cygnus Loop) ein dunkles Objekt (HS 1700+64) und Quasare (Q 1700+64, Q 1542+54) unter die Lupe genommen. Deren Licht wurde auch zur Untersuchung von dunklen (Helium-)Gaswolken benutzt. Dabei entstehen Absorptionsspektren, die genauso aussagekräftig sind wie Linienspektren selbst leuchtender Objekte. Die letzte Gruppe untersuchter Objekte waren Planeten und Asteroiden in unserem Sonnensystem. So wurden die Oberflächen von Mond, Mars und verschiedenen Asteroiden untersucht. Außerdem wurden die Atmosphären von Venus und Jupiter analysiert. Beim Gasriesen Jupiter wurden insbesondere Nordlichter beobachtet und mögliche Veränderungen der Ionisationsrate durch einen Vulkanausbruch auf dem Jupitermond Io erforscht.
Weitere Experimente betrafen die aktive Vibrationsdämpfung eines 1,5 Meter langen flexiblen Balkens, an dessen Enden empfindliche Messgeräte befestigt waren (MACE), die Messung der Verteilung heißer Gase in den Magellanschen Wolken mit einer in Australien entwickelten Apparatur, Kontakte mit Funkamateuren weltweit (SAREX), die Züchtung idealer Proteinkristalle für die Medizin (PCG), die Herstellung von Dispersionen mit Stoffen, die sich auf der Erde nicht vermischen lassen (CMIX) und die Erprobung von Methoden zur Bahnverfolgung ballistischer Raketen (MSX). Aufgrund eines Defektes in der Heizung des CMIX konnten nur drei von 4 geplanten Dispersionen hergestellt und eingefroren werden. Außerdem wurde das Fahrradtraining der Besatzung in Zeiten verlegt, in denen keine Messungen mit den drei ASTRO-Teleskopen durchgeführt werden konnten, da die Bewegungen die genaue Ausrichtung der Instrumente verhinderten. Das Ausgleichssystem konnte die ständigen minimalen Lageänderungen nicht kompensieren. Endeavour landete nach erfolgreichem Flug in Edwards.